# الحمامية (قرية)
قرية الحمامية هي إحدى القرى التابعة لمركز دمنهور في محافظة البحيرة في جمهورية مصر العربية. حسب إحصاءات سنة 2006، بلغ إجمالي السكان في الحمامية 2783 نسمة، منهم 1362 رجل و1421 امرأة.